# 村田倫子
村田 倫子（むらた りんこ、1992年10月23日 - ）は、日本のモデル、アパレルブランドidemディレクター。千葉県四街道市出身。千葉県立佐倉高等学校を経て立教大学現代心理学部卒業。趣味は食べ歩き。特技はイラスト。

## 出演

### テレビ
- TXN 『ポケモンの家あつまる?』（2019）
- NTV「バゲット」水曜日はカレーの日 5回』（2019）
- ABEMA『けやき坂アベニュー」カレー回』（2018）
- GYAO! 『銀シャリ宮殿』（2018）
- チルテレ 『村田倫子のカレー研究所』レギュラー（2018～）
- チルテレ『チルガールトーク』（2018）
- ABEMA『イマっぽTV』（2017）
- CX『生活の裏側で発見!こんなトコロにド迫力映像54連発』（2016）
- CX『うまズキッ!』（2016）
- BS朝日 『ハラホリ』（2016）
- CX『世界ベスト・オブ・映像ショー 頂上リサーチ』（2016）
- BS-TBS『焼肉女子会&MORE』（2016）
- CX『志村けんのバカ殿様 笑いのお年玉スペシャル』（2016）
- CX『志村けんのバカ殿様家族そろって爆笑スペシャル』（2015）

### CM
- ダリヤ「パルティ」

### ラジオ
- TOKYO FM「高橋みなみのこれから、何する?」ゲスト出演（2018）
- JFN PARK「村田倫子のゆるり喫茶」レギュラー（2018）
- J-WAVE『J-WAVE TOKYO MORNING RADIO』「Amazon Prime Video ANYTIME , ANYWHERE」ゲスト出演（2017）
- InterFM「TOKYO PLAYGROUND」レギュラー（2015～2016.06）

### MV
- 川嶋あい「明日への扉」
- SHE’S「Over You」
- sumika「MAGIC」
- Bentham「僕から君へ」

### 書籍
- セルフプロデュースBOOK「りんこーで」（学研プラス)

### 雑誌モデル
- 『ar』
- 『soup』
- 『SEDA』
- 『mina』
- 『mer』